# Liste der Monuments historiques im 19. Arrondissement (Paris)
Die Liste der Monuments historiques im 19. Arrondissement (Paris) führt die Monuments historiques im 19. Arrondissement der französischen Hauptstadt Paris auf.

## Liste der Bauwerke
| Bezeichnung                                                        | Beschreibung | Standort                                      | Kennzeichnung | Schutzstatus | Datum | Bild |
| ------------------------------------------------------------------ | ------------ | --------------------------------------------- | ------------- | ------------ | ----- | ---- |
| Bäckerei                                                           |              | 83 rue de Crimée (Lage)                       | PA00086762    | Inscrit      | 1984  |      |
| Bäckerei                                                           |              | 114 avenue de Flandre (Lage)                  | PA00086763    | Inscrit      | 1984  |      |
| Friedhof der portugiesischen Juden                                 |              | 44 avenue de Flandre (Lage)                   | PA00086764    | Inscrit      | 1966  |      |
| Eaux de Belleville                                                 |              | (Lage)                                        | PA75200003    | Classé       | 2006  |      |
| Métroeingang von Hector Guimard der Station Botzaris               |              | Rue Botzaris (Lage)                           | PA00086768    | Inscrit      | 2016  |      |
| Métroeingang von Hector Guimard der Station Crimée                 |              | 185 rue de Crimée 2 rue Mathis (Lage)         | PA00086769    | Inscrit      | 2016  |      |
| Métroeingang von Hector Guimard der Station Jaurès                 |              | Boulevard de la Villette (Lage)               | PA00086770    | Inscrit      | 2016  |      |
| Métroeingang von Hector Guimard der Station Pré Saint-Gervais      |              | Boulevard Sérurier Rue Alphonse-Aulard (Lage) | PA00086771    | Inscrit      | 2016  |      |
| Fontaine du Château d’eau                                          |              | Place de la Fontaine-aux-Lions (Lage)         | PA00086767    | Inscrit      | 1979  |      |
| Garde-meuble Odoul                                                 |              | 8 passage de l’Atlas (Lage)                   | PA75190003    | Inscrit      | 2003  |      |
| Grande halle de la Villette                                        |              | Parc de la Villette (Lage)                    | PA00086767    | Inscrit      | 1979  |      |
| Gymnase Jean-Jaurès                                                |              | 87, 89 Avenue Jean-Jaurès (Lage)              | PA00132992    | Inscrit      | 1994  |      |
| Gebäude                                                            |              | 83 rue de Crimée (Lage)                       | PA00086765    | Inscrit      | 1982  |      |
| Gebäude                                                            |              | 152 avenue de Flandre (Lage)                  | PA00086765    | Inscrit      | 1982  |      |
| Marché Secrétan                                                    |              | 32 avenue Secrétan (Lage)                     | PA00086766    | Inscrit      | 1982  |      |
| Pavillon de la Bourse                                              |              | Parc de la Villette (Lage)                    | PA00086767    | Inscrit      | 1979  |      |
| Pavillon Janvier                                                   |              | Parc de la Villette (Lage)                    | PA00086767    | Inscrit      | 1979  |      |
| Schwimmbad Pailleron                                               |              | 30 rue Édouard-Pailleron (Lage)               | PA75190002    | Inscrit      | 1998  |      |
| Pont levant de la rue de Crimée                                    |              | Rue de Crimée (Lage)                          | PA00125450    | Inscrit      | 1993  |      |
| Regard du Bernage                                                  |              | 17 rue des Cascades (Lage)                    | PA75200003    | Classé       | 2006  |      |
| Regard du Chaudron                                                 |              | 6 rue de Palestine (Lage)                     | PA75200003    | Classé       | 2006  |      |
| Regard de la Lanterne                                              |              | 3 rue Augustin-Thierry (Lage)                 | PA75200003    | Classé       | 2006  |      |
| Regard Lecouteux                                                   |              | 44 rue des Solitaires (Lage)                  | PA75200003    | Classé       | 2006  |      |
| Regard des Maussins                                                |              | Boulevard Sérurier (Lage)                     | PA75200003    | Classé       | 2006  |      |
| Regard Saint-Louis                                                 |              | 169 rue de Belleville (Lage)                  | PA75200003    | Classé       | 2006  |      |
| Rotonde de la Villette                                             |              | Place de la Bataille-de-Stalingrad (Lage)     | PA00086761    | Classé       | 1907  |      |
| ehemals Service municipal des Pompes Funèbres (actuel)             |              | 108 rue d’Aubervilliers 5 rue Curial (Lage)   | PA75190001    | Inscrit      | 1997  |      |
| Gebäude des Zentralkomitees der Kommunistischen Partei Frankreichs |              | 2 place du Colonel-Fabien (Lage)              | PA75190004    | Classé       | 2007  |      |
| Usine élévatrice des eaux de la Villette                           |              | Parc de la Villette (Lage)                    | PA00086588    | Inscrit      | 1984  |      |

## Liste der Objekte
- Monuments historiques (Objekte) in Paris in der Base Palissy des französischen Kultusministeriums